# Camponotus coptobregma
Camponotus coptobregma är en myrart som beskrevs av Kempf 1968. Camponotus coptobregma ingår i släktet hästmyror, och familjen myror. Inga underarter finns listade.